# Lusinga Lwangombe
Lusinga Lwangombe (c. 1840 - 1884) est un marchand d'esclaves dans la région à l'ouest du lac Tanganyika dans les années 1870 et au début des années 1880.

## Biographie
Lusinga est né vers 1840 dans le Buluba, les terres au nord-est de Lubanda, habitées par les Luba de l’est. Il venait du clan Sanga. À un moment donné, Lusinga semble avoir visité Unyanyembe, près de Tabora dans la Tanzanie moderne, où il a réalisé la valeur qui était attachée aux esclaves et à l’ivoire. Il a obtenu des mousquets, ou des serviteurs armés, et a été le premier à utiliser des armes à feu dans la région à l’ouest du lac Tanganyika. Avec cet armement supérieur, il vainquit rapidement les chefs de la région du cap Tembwe, point clé de la traversée commerciale du lac Tanganyika, et s'y installa dans un village fortifié. Après avoir réduit la population locale par son activité d’esclavage, et sous la pression d’autres esclavagistes, il a déménagé dans une nouvelle base à deux jours de marche de Lubanda dans les montagnes de Mugandja, sur les bords de la Muswe, affluent de la rivière Lufuko. À la fin de sa carrière, Lusinga avait soixante épouses. Celles-ci ont fourni une main-d’œuvre utile pour les travaux agricoles, donnant à Lusinga une richesse accrue.

## Contact avec les Européens
L'explorateur colonial britannique Joseph Thomson a rencontré Lusinga en 1879. Il l’a décrit comme un « potentat sanguinaire » en raison de la cruauté avec laquelle il a capturé des esclaves pour le commerce est-africain. Le soldat belge Émile Storms a été chargé d’établir une base belge sur la rive ouest du lac Tanganyika, dans une entreprise de conquête colonial de l'Afrique. Il atteignit Mompara sur la rive ouest du lac en avril 1883. Il rencontra le chef Mpala, qui donna la permission de construire le poste sur son territoire. Le 4 mai 1883, les fondations du poste de Mpala sont posées. Le chef Mpala et Storms sont devenus frères de sang lors d'une cérémonie le 25 juin 1883. Lusinga était présente à cette cérémonie.
Pour consolider son pouvoir dans la région, au cours des années 1884 et 1885, Storms lança une série d’attaques contre Lusinga et ses partisans. Il a pillé leurs villages et a rapporté le butin à son fort de Mpala, où une partie a été perdue lorsque le fort a brûlé. En novembre 1884, tandis qu'à Karema, Storms a entendu que Lusinga se préparait à faire la guerre à Mpala. Storms a envoyé ses hommes et des hommes de l'expédition de Paul Reichard pour vaincre Lusinga. Ils ont réussi faire leur chemin dans la forteresse de Lusinga, où ils lui ont tiré dessus et lui ont pris la tête, qui est gardée au Musée des sciences naturelles de Belgique.

## Postérité
Storms a remplacé Lusinga par Ukala, un Nyamwezi, l’un des alliés Storms. Storms a recueilli une statue de Lusinga lors d’un raid du village en 1884. La statue, dans le style luba, est conçue pour afficher son nouveau statut royal. Elle est au Musée royal de l’Afrique centrale à Tervuren, en Belgique. Storms a également rapporté le crâne de Lusinga en Europe quand il est revenu et l’a donné à l’anthropologue Émile Houzé, qui a écrit un traité sur le sujet dans lequel il a vu la « dégénérescence » dans le crâne.
En mars 2018, le magazine Paris Match rappelle que ce crâne repose toujours dans une boîte à l'Institut royal des sciences naturelles à Bruxelles, ainsi que celui de deux autres chefs insoumis, dont l'un a toutefois disparu des collections.
En 2022, le monument situé à Ixelles en Belgique, rendant hommage à Émile Storms son décapiteur, est déboulonné et confié au Musée royal de l'Afrique centrale à Tervueren.